# Madar Holding
Madar Holding (acronyme de Management et Développement des Actifs et des Ressources) est une holding publique algérienne, issu de la restructuration de la SNTA, l’historique Société nationale des tabacs et allumettes créée en 1963. La holding s’est spécialisé dans diverses activités économiques, notamment dans l’agroalimentaire et le textile. Son actionnaire unique est l'État algérien.

## Histoire
La SNTA est créée le 4 novembre 1963 par la nationalisation des industries et des manufactures de tabac et des allumettes en Algérie. Elle est transformée, en 1990, en entreprise publique économique. Dotée d’un capital social de 18 000 milliards DA, la société opère dans la fabrication de cigarettes de tabac à priser et à mâcher ainsi que des filtres jusqu'à 2017. Il s’agit de l’une des rares entreprises publiques prospères grâce à son partenariat dans le domaine de la distribution et de la fabrication des produits tabagiques, avec un groupe d’investisseurs émiratis et la création d’une nouvelle société United Tobacco Company (UTC) en plus de celle déjà existante STAEM  du milliardaire Cheikh Al-Sheebani, un ami intime des Bouteflika durant de longues années et qui a fui l’Algérie avec 20 valises pleines de devises après la chute de l’ancien régime.
En 2017, elle est restructurée en groupe et a prend la dénomination MADAR Holding, le patrimoine de production et de commercialisation et de soutien est représenté par 13 unités réparties à travers le territoire national.
L'entreprise Nutris appartenant à KouGC, qui a été nationalisée en vertu d'une décision de justice, a été reprise en 2021 par Madar Holding. Il s'agit d'une usine de production d’huile alimentaire basée à Bazoul, dans la wilaya de Jijel.
En 2022, le groupe Madar Holding a annoncé avoir repris la participation de 34 % détenue par Société nationale des véhicules industriels (SNVI) dans la société Renault Algérie Production (RAP) d’Oued Tlelat (Wilaya d'Oran). Cette opération a été validée par le Conseil de participation de l’État (CPE) en date du 20 avril 2021.
Madar Holding a annoncé le 13 mars 2023 la création d'une société spécialisée dans le raffinage, la production et la commercialisation du sucre, baptisée Tafadis, dont la date d'entrée en production est fixée au premier trimestre 2024. La nouvelle société est située à Larbatache dans la Wilaya de Boumerdes usine de conversion d’une capacité de production de 200 tonnes/jour de sucre blanc, de sucre roux et de sucre liquide. La matière première est produite localement. En effet, avant de se lancer, Madar Holding a effectué des tests sur une exploitation de betterave sucrière au Sud algérien. L’essai s’étant révélé fructueux, le groupe disposera bientôt d’une source d’approvisionnement locale et moins chère.

## Filiales
Madar Holding compte sept filiales :
- ICOSIA Capital, spécialisée dans la création et le développement des entreprises quelle que soit leur forme juridique[11]
- Global Agri Food, spécialisée dans l’agriculture et les industries qui s’y rapportent[12]
- Advanced Pro Pack Print
- SINAATEC, spécialisée dans l’industrie des non tissés[13]
- EL-HAFDH
- Tafadis, spécialisée dans le raffinage du sucre[14]
- Kotama Agri Food, spécialisée dans la production d’huile de table[15]
- Madar Maritime Company (MMC), spécialisée dans le transport et la logistique maritimes[16].

## Participations
Madar Holding détient des participations dans, :
- United Tobacco Company (UTC), (51 %)[19]
- Société des tabacs algéro-émiratie (Staem), (49 %)[20]
- Tayal (18 %)[21]
- Jumagro industrie (40 %)[22]
- Société d’investissement hôtelière (SIH), (11 %)
- Renault Algérie Production (34 %)[23]
- ZF Algérie (20 %)
- Société de gardiennage et de surveillance Centre (SGS), (13,46 %)
- Société de gardiennage et de surveillance (SGS-SOGISS), (26%)
- Algerian Corporate Universities (GACU), (7 %).

## Sport
MADAR Holding devient en 2018 actionnaire majoritaire du club Chabab Riadhi Belouizdad, en prenant 67 % des actions du CRB.

## Gouvernance
- Charaf-Eddine Amara[26].